# Sepp van den Berg
Sepp van den Berg (Zwolle, 20 december 2001) is een Nederlands voetballer die doorgaans als verdediger speelt. Hij verruilde Liverpool in augustus 2024 voor Brentford.

## Carrière

### PEC Zwolle
Van den Berg verruilde de jeugd van CSV '28 in 2011 voor die van PEC Zwolle. Hij doorliep hier de jeugdopleiding vanaf de D-pupillen. Hij maakte op 4 juli 2017 zijn officieuze debuut in de hoofdmacht, in een oefenwedstrijd tegen HZVV (3–0). Datzelfde seizoen zat hij enkele keren op de reservebank tijdens wedstrijden in de Eredivisie en het toernooi om de KNVB beker. Hij ondertekende op 22 februari 2018 een contract tot medio 2020. Van den Berg debuteerde op 11 maart 2018 in het eerste elftal van PEC Zwolle, in een wedstrijd tegen FC Groningen. Hij werd na de rust ingebracht voor Erik Bakker. Hij kwam dat seizoen zeven competitiewedstrijden in actie, het jaar daarna vijftien.

### Liverpool FC en verhuurperioden
Van den Berg verruilde PEC Zwolle in juli 2019 voor Liverpool. Hij maakte zijn debuut op 25 september 2019 tegen Milton Keynes Dons tijdens een wedstrijd om de EFL Cup. Hij speelde vier bekerwedstrijden voor Liverpool in anderhalf jaar tijd.
Op 1 februari 2021 werd hij verhuurd aan Preston North End. Vijf dagen later debuteerde hij voor de club, tegen Rotherham United in de Championship. In de zomer van 2021 werd Van den Berg wederom door Liverpool verhuurd aan Preston North End, ditmaal voor een jaar. Op 28 augustus 2021 maakte hij zijn eerste doelpunt in het profvoetbal, bij een 3–1 competitiezege op Swansea City. In de zomer van 2022 doorliep Van den Berg een medische keuring om te tekenen bij Blackburn Rovers, maar Liverpool zette vanwege blessures bij meerdere spelers een streep door de transfer. Van den Berg verlengde zijn contract bij Liverpool op 30 augustus 2022.
Op dezelfde dag werd hij voor een seizoen verhuurd aan Schalke 04. Hij maakte zijn debuut in de Bundesliga op 3 september 2022, toen Schalke 04 met 1–1 gelijkspeelde tegen VfB Stuttgart. Van den Berg moest twintig competitieduels missen wegens blessureleed. Bij zijn rentree op 29 april 2023 maakte hij een late gelijkmaker bij een 2–1 overwinning tegen Werder Bremen. Desondanks degradeerde Schalke 04. Van den Berg werd op 13 juli 2023 door Liverpool verhuurd aan FSV Mainz. Hij debuteerde op 20 augustus 2023 voor zijn nieuwe club door Dominik Kohr te vervangen bij een 4–1 competitienederlaag tegen Union Berlin. Op 19 december 2023 maakte hij zijn eerste doelpunt voor FSV Mainz, tegen Borussia Dortmund (1–1). In de zomer van 2024 waren PSV en Feyenoord geïnteresseerd om Van den Berg over te nemen van Liverpool.

### Brentford FC
Van den Berg ondertekende op 22 augustus 2024 een vijfjarig contract bij Brentford, dat zo'n €29 miljoen voor hem betaalde aan Liverpool.

## Clubstatistieken
| Seizoen         | Club                | Competitie      | Competitie | Competitie | Beker | Beker | Internationaal | Internationaal | Totaal | Totaal |
| Seizoen         | Club                | Competitie      | Wed.       | Dlp.       | Wed.  | Dlp.  | Wed.           | Dlp.           | Wed.   | Dlp.   |
| --------------- | ------------------- | --------------- | ---------- | ---------- | ----- | ----- | -------------- | -------------- | ------ | ------ |
| 2017/18         | PEC Zwolle          | Eredivisie      | 6          | 0          | 0     | 0     | —              |                | 6      | 0      |
| 2018/19         | PEC Zwolle          | Eredivisie      | 15         | 0          | 1     | 0     |                |                | 16     | 0      |
| 2019/20         | Liverpool           | Premier League  | 0          | 0          | 4     | 0     |                |                | 4      | 0      |
| 2020/21         | Liverpool           | Premier League  | 0          | 0          | 0     | 0     |                |                | 0      | 0      |
| 2020/21         | → Preston North End | Championship    | 16         | 0          | 0     | 0     |                |                | 16     | 0      |
| 2021/22         | → Preston North End | Championship    | 45         | 1          | 5     | 1     |                |                | 50     | 2      |
| 2022/23         | → FC Schalke 04     | Bundesliga      | 9          | 1          | 0     | 0     |                |                | 9      | 1      |
| 2023/24         | → FSV Mainz         | Bundesliga      | 33         | 3          | 2     | 0     |                |                | 35     | 3      |
| 2024/25         | Brentford           | Premier League  | 16         | 0          | 3     | 0     |                |                | 19     | 0      |
| Carrière totaal | Carrière totaal     | Carrière totaal | 140        | 5          | 15    | 1     | 0              | 0              | 155    | 6      |

Bijgewerkt t/m 22 augustus 2024.

## Erelijst
| Wereldkampioenschap voor clubs | 1× | 2019 |